# Black Gives Way to Blue
Black Gives Way to Blue (англ. На зміну чорному приходить синє) — четвертий студійний альбом американського рок-гурту Alice in Chains, що вийшов 29 вересня 2009 на лейблі Virgin EMI Records.
Black Gives Way to Blue став першим альбомом гурту, що вийшов після смерті вокаліста та співзасновника гурту Лейна Стейлі. Новим учасником Alice in Chains став фронтмен Comes with the Fall Вільям Дюваль. 2006 року музиканти відновили концертні виступи, а у 2008 році розпочали запис нового альбому, скориставшись пропозицією барабанщика «Нірвани» Дейва Грола. Продюсером платівки став Нік Раскулінець, відомий співпрацею з Foo Fighters та Rush.
Black Gives Way to Blue, який вийшов через чотирнадцять років після попереднього повноформатного альбому гурту, включав кілька пісень, присвячених Лейну Стейлі, і став своєрідним прощанням із померлим вокалістом. Більшість музики та текстів були написані гітаристом Джеррі Кантреллом. До складу альбому увійшли як важкі хеві-металеві композиції, які принесли популярність Alice in Chains за часів розквіту гранжу, так і акустичні пісні, характерні для мініальбомів гурту. Провідні вокальні партії виконав Джеррі Кантрелл, а Вільям Дюваль задовольнявся роллю другого вокаліста. Одним із запрошених музикантів став Елтон Джон, який виконав партію фортепіано для титульної композиції альбому.
Попри скептичне ставлення навколишніх до можливості існування Alice in Chains без Лейна Стейлі, шанувальники гурту та музичні критики позитивно оцінили нову платівку гурту. Альбом дебютував на п'ятому місці в хіт-параді Billboard 200, ставши «золотим» у США та Канаді, а сингли «Check My Brain» та «Your Decision» очолили американські хіт-паради мейнстримного та альтернативного року. Платівка увійшла до числа найкращих рок-альбомів 2009 року і була визнана вдалим поверненням однієї з найпопулярніших рок-груп дев'яностих.

## Повернення Alice in Chains

### Концерт на підтримку жертв цунамі
У першій половині 1990-х років американська рок-група Alice in Chains здобула широку популярність на хвилі інтересу до «саунду Сіетла» — гранжу. Після дебютного альбому Facelift (1990), який став «золотим» ще до того, як широка публіка дізналася про Nirvana, Pearl Jam та Soundgarden, вийшов Dirt (1992), який приніс групі світову популярність. Для більшості слухачів Alice in Chains асоціювалися насамперед з дуетом вокаліста Лейна Стейлі та гітариста Джеррі Кантрелла. Невдала боротьба Стейлі з героїновою залежністю призвела до того, що після третього студійного альбому, що вийшов у 1995 році, гурт остаточно припинив концертні виступи. І хоча 1998 року було записано кілька нових пісень для збірки хітів гурту, подальша доля колективу залишалася невизначеною. 2002 року Лейн Стейлі був знайдений мертвим через передозування наркотиків і група фактично припинила існування.
Після смерті вокаліста решта музикантів Alice in Chains вирішила зайнятися власними проєктами. Гітарист Джеррі Кантрелл випустив другий сольний альбом Degradation Trip і разом із музикантами гурту Comes with the Fall вирушив у концертний тур на його підтримку. Барабанщик Шон Кінні та колишній гітарист Queensrÿche Крис Дегармо заснували групу Spys4Darwin, випустивши мініальбом microfish. Бас-гітарист Майк Айнез розглядався як можлива заміна Джейсону Ньюстеду з Metallica, але вакантна позиція дісталася Роберту Трухільо, а Айнез приєднався до рок-групи Heart.
У 2004 році лейбл Sony BMG звернув увагу на те, що «Джеррі Кантрелл і Шон Кінні перестали виконувати обов'язки членів групи Alice in Chains», через що контракт з групою, що діяв протягом останніх п'ятнадцяти років, був розірваний. Проте через кілька місяців музиканти отримали можливість зібратися разом уперше за багато років. У грудні 2004 року в Індійському океані стався найбільший у сучасній історії підводний землетрус, внаслідок якого жертвами цунамі стали понад сто тисяч людей. Шон Кінні організував у Сіетлі благодійний концерт на підтримку постраждалих і запропонував колишнім членам Alice in Chains взяти в ньому участь. Разом з музикантами старі хіти гурту виконували по черзі Мейнард Джеймс Кінен (Tool), Уес Скантлін (Puddle of Mudd), Енн Вілсон (Heart) і Патрик Лахман (Damageplan). Концерт відбувся 18 лютого 2005 року і виявився неймовірно успішним, дозволивши зібрати понад 100 тисяч доларів. Прихильна реакція публіки змусила музикантів Alice in Chains задуматись про повернення на сцену.

### Пошук нового вокаліста
Навесні 2006 року Кантрелл, Айнез та Кінні повернулися до ідеї спільних виступів та орендували репетиційне приміщення. Музиканти виконували старі пісні гурту, кавер-версії класичних рок-композицій, а також просто джемували та вигадували нові рифи. Представники телемережі CBS запропонували Alice in Chains взяти участь у другому сезоні реаліті-шоу «Рок-звезда» де вони могли б вибрати собі нового вокаліста. Хоч таким чином австралійській групі INXS і вдалося знайти заміну Майклу Хатченсу, члени Alice in Chains відмовилися від пропозиції. Натомість час від часу вони запрошували на репетиції знайомих вокалістів: так, Кінні покликав Вінні Домброски зі Sponge, Айнез — когось зі своїх друзів, а Кантрелл — фронтмена Comes with the Fall Вільяма Дюваля, з яким виступав у 2001—2002 року під час турне на підтримку сольного альбому Degradation Trip. Попри скептичне ставлення інших музикантів до Дюваля, після того, як той виконав «Love Hate Love», Шон Кінні вигукнув: «Я думаю, наші пошуки практично закінчилися». Перший публічний виступ Дюваля з Alice in Chains відбувся 10 березня 2006 під час телевізійного шоу VH1 Decades Rock Live!, присвяченого групі Heart; вокаліст виконав пісню «Rooster» разом з Енн Вілсон. Роль ритм-гітариста Alice in Chains тимчасово зайняв Дафф Маккаган із Guns N' Roses. Наступний концерт за участю Дюваля відбувся у сіетлському Театрі Мура. Цього вечора на сцені до гурту приєднався Кім Тайіл із Soundgarden, а в залі були присутні батьки Лейна Стейлі. Наперекір тискові та неминучому порівнянню з попереднім вокалістом Alice in Chains, Дювалю вдалося вразити слухачів та зарекомендувати себе якнайкраще.
Після кількох виступів музиканти почали замислюватися про повноцінне відновлення концертної діяльності. Новини про можливе повернення групи викликали суперечливу реакцію, оскільки багато шанувальників не уявляли існування групи без Лейна Стейлі. Попри протести, назву Alice in Chains було вирішено залишити без змін. Шон Кінні виправдовував це тим, що слухачі у будь-якому разі називали б музикантів «хлопцями з Alice in Chains», тому брати іншу назву не мало сенсу. Гурт вирушив у концертний тур Європою та Північною Америкою, виконуючи власний репертуар 1990-х років. Крім Дюваля, в окремих містах до Alice in Chains приєднувалися й інші вокалісти: наприклад, в Атлантік-Сіті пісні «Them Bones» і «Would?» виконав соліст Pantera Філ Ансельмо, а на фестивалі Rock Am Ring пісню «Would?» заспівав Джеймс Гетфілд з Metallica. Проте більшість композицій виконував дует Дюваля та Кантрелла.
Музичні критики захоплено вітали повернення сіетлської групи. Александер Мілас (Kerrang!) відвідав виступ у лондонському клубі The Astoria 4 липня 2006 року і поставив йому найвищу оцінку. Мілас нагадав про те, що Джеррі Кантрелл був автором більшості пісень гурту, і виділив нового вокаліста Вільяма Дюваля, який сильно відрізнявся за манерою виконання від Лейна Стейлі, однак чудово вписався в новий склад Alice in Chains. Оглядач також відзначив теплу реакцію публіки, яка підспівувала групі на більшості пісень, а також поскаржився на те, що «ця ніч закінчилася дуже швидко». Аналогічної думки дотримувався Малколм Дом з Metal Hammer, який також був присутній на цьому концерті. Він запитав «Що ж далі?», але відразу відповів на нього самостійно: «Сьогодні вночі це не мало значення. Все було зосереджено на теперішньому, і це було краще нікуди». Ще один оглядач Kerrang! Mörat, який відвідав виступ у голлівудському клубі The Roxy, звернув увагу на присутність поміж глядачів вітчима Лейна Стейлі, який підтримував групу. На думку журналіста, Alice in Chains змогли успішно перезапустити власну кар'єру, але тепер групі залишалося «випустити свій власний Back in Black».

## Запис альбому

### Студія Дейва Грола
За півтора року Alice in Chains дали 86 концертів у 22 країнах в усьому світі, після чого музиканти стали серйозно замислюватися про написання нового матеріалу та запис повноцінного альбому. У жовтні 2007 року після закінчення спільного туру з Velvet Revolver група взяла відпустку на кілька місяців. Джеррі Кантрелл скористався перервою для написання нових пісень. Протягом останніх двох років концертних виступів музиканти джемували практично щодня, а під час туру зберігали начерки нових пісень. Після повернення з гастролей вони мали цілий диск, повний нових ідей. Джеррі Кантрелл почав збирати новий матеріал разом у себе вдома з використанням Pro Tools. Написання пісень зайняло близько пів року — з листопада 2007 до березня 2008 року. Під час роботи музиканти обмінювалися ідеями через Інтернет. У березні 2008 року учасники гурту зібралися у студії Кармен Міранди, щоб спробувати зіграти нові пісні. Отриманий результат їх настільки вразив, що було вирішено вирушити з цим матеріалом до професійної звукозаписної студії.
Музиканти прийняли пропозицію свого давнього друга Дейва Грола і вирішили скористатися його особистою студією Studio 606, розташованою в долині Сан-Фернандо. Колишній барабанщик «Нірвани» також порекомендував продюсера Ніка Раскулінеця, відомого по роботі з Foo Fighters і Rush. Раскулінець спочатку скептично ставився до пропозиції Джеррі Кантрелла, оскільки високо цінував творчість Alice in Chains часів Лейна Стейлі та сумнівався, що без вокаліста гурт зможе зберегти свою привабливість. Проте, почувши нову пісню «Check My Brain» у виконанні оновленого складу, він негайно погодився працювати з групою. Продюсер пізніше згадував, що був просто приголомшений гітарним звучанням Кантрелла та його вокальним дуетом з Дювалем і твердо мав намір «випустити запис, який був би спадкоємцем Dirt, який, як мені здається, вони так і не випустили». Крім спілкування з продюсером, музиканти зустрілися з матір'ю Лейна Стейлі та його сім'єю та отримали їхню згоду на запис нових пісень.

### Обладнання та інструменти
У студії Studio 606 було встановлено мікшерний пульт Neve 8058, а також велику кількість сучасного та раритетного обладнання. Раскулінець порівнював запис із туристичним походом, де контрольна кімната — це наметовий табір, а консоль — багаття, навколо якого музикантам доведеться жити наступні кілька місяців. Продюсер зізнавався, що згадував себе дев'ятнадцятирічного, як він слухав Dirt, і намагався виділити ті моменти, що запам'яталися, що зачепили його в минулому, як то звучання хай-хета, соло-гітари або вокалу.
Після того як гурт розмістив у студії своє концертне обладнання, помічник Раскулинеця інженер Пол Фіг почав налаштовувати інструменти. Насамперед він зайнявся барабанами. Шон Кінні грав на зробленій на замовлення установці виробництва DW, з 23-дюймовою бас-бочкою, декількома тарілками та більшим, ніж зазвичай, хай-хетом. Для запису барабанів було вирішено використовувати динамічні мікрофони Audio-Technica ATM 125 та AKG D 112, щоб звук тарілок не заглушував робочий барабан та бочку. Біля томів було встановлено конденсаторні мікрофони AKG 451 і 414, що дають потрібну компресію, а бас-бочку додатково оточили імпровізованим навісом. Ліворуч і праворуч від установки стояли мікрофони RCA 44, а позаду тарілок ще два мікрофони Earthworks. Крім цього, в приміщенні було встановлено кілька вокальних мікрофонів, сигнал з яких був пропущений через компресор 1176 Peak Limiter.
В основі гітарного звучання гурту лежали улюблені інструменти та підсилювачі Джеррі Кантрелла. Найчастіше він використовував дві гітари G&L Rampage, що отримали прізвиська «Porno» та «No War», а також білий у горошок Gibson Les Paul. Основна гітара G&L була налаштована в «стандартний лад Alice in Chains» — на півтону нижче звичайного, а друга — в Drop D, також опущений ще на півтону. Крім цього, іноді Кантрелл брав до рук інструменти з колекції Раскулінеця, наприклад, Les Paul Custom Gold Top 1957 року випуску або Gibson SG 1963 зі звукознімачами P-90. Гітарист грав через власний підсилювач Bogner Fish у комбінації з «кабінетами» Marshall. Щоб урізноманітнити звучання, він також пробував інші гітарні підсилювачі, серед яких Hiwatt, Orange, Marshall 2550, Laney, Matchless, Vox AC30. Партії акустичної гітари були записані з використанням особистого інструменту Кантрелла Martin, а також студійних гітар Taylor, Gibson та Yamaha. Фінальний мікс містив не менше п'яти доріжок з ритм-гітарою: по одній ліворуч і праворуч, їх дублювали ще дві партії, та ще одна по центру. Для гітар практично не застосовувався еквалайзер, а потрібний результат досягався за допомогою підсилювача та мікрофона.
Частину гітарних партій виконав Вільям Дюваль. Його основним інструментом став Gibson Les Paul 1960 VOS Sunburst. Серед підсилювачів Дюваль найчастіше використав «голову» Laney Clip 1969—1971 року випуску, а також ще одну вінтажну стоватну модель Laney. Щодо педалей ефектів, Дюваль особливо виділяв аналоговий дилей MXR Carbon Copy. Джеррі Кантрелл зазначав, що гітарний стиль Дюваля суттєво відрізнявся від його власного, що дозволило урізноманітнити звучання.
Після того, як були готові партії барабанів та гітар, Майк Айнез записував бас-гітару поверх інструментального міксу. Зазвичай він відштовхувався від написаної Кантреллом основи та вигадував цілий набір різних басових ходів, щоб знайти ноти, які резонували з рифами чи акордами. Поступово прибираючи все зайве, він залишав «найсмачнішу» партію, яка найкраще підходить пісні. На відміну від Кантрелла, який не використовував класичну музичну нотацію, бас-гітарист активно користувався нотним станом для запису своїх партій. Часом йому давав поради продюсер Нік Раскулінець, який у минулому сам грав на бас-гітарі. У порівнянні з попередніми роботами Alice in Chains, Айнез дещо змінив свій стиль гри: якщо раніше він грав виключно медіатором, то тепер іноді використовував пальці (наприклад, у пісні «Your Decision»). На новому альбомі був залучений цілий набір бас-гітар, серед яких електричний Warwick Streamer Stage I та акустичний Warwick Alien, акустичний Alvarez, бас-гітари Gibson Les Paul та Fender Telecaster, звичайний та безладовий Fender P-Bass, п'ятиструнний Warwick Streamer, а також Kubicki Factor та Gibson Thunderbird. Басовим підсилювачем були дві «голови» Ampeg SVT -2PRO і чотири вісімнадцятидюймові «кабінети» для низьких частот, а також ті ж дві «голови» і два «кабінети» SVT-810e для високих частот. Айнез не застосовував басові ефекти, крім директ-бокса SansAmp Bass. Крім цього, він використав вухові монітори Ultimate Ears.
Робота над гітарними накладаннями, провідним та додатковим вокалом пройшла у студії Henson у Голлівуді, куди гурт перемістився у березні 2009 року. Джеррі Кантрелл і Вільям Дюваль повторювали ті самі фірмові гармонії Alice in Chains, якими дует Стейлі та Кантрелла прославився в 1990-ті роки. Звукоінженер Пол Фіг згадував: «Ця частина Alice не померла. Коли ви чуєте ці гармонії, ви ніби чуєте привида». Зведенням альбому займався Ренді Стауб паралельно із записом у приміщенні Studio Mix у тій же студії Henson.

### Творчий процес
На початку студійної роботи музиканти ще не були впевнені, що їм вдасться створити новий альбом. Перш за все вони хотіли просто записати вигадані нещодавно пісні, але ще не знали, як ними розпорядитися. Група не мала ні жорстких термінів, ні навіть контракту з лейблом, а студійний час музиканти оплачували самостійно. Джеррі Кантрелл стверджував, що, прямуючи до студії, був готовий до того, що отриманий результат не буде відповідати спадщині, яку залишив гурт у 90-ті роки. У такому разі музиканти були готові зупинити роботу і покласти пісні на полицю з чистим сумлінням.
Насамперед гурт зосередився на записі композиції «Check My Brain». Вона була побудована навколо гітарного рифу, що виконується за допомогою бендів на перших двох ладах на струні E. Оскільки Кантрелл виконував партії по черзі на кількох гітарах, технікам довелося постаратися, щоб налаштувати їх в унісон. Ще складніше фізично було виконати цей бенд на бас-гітарі з товстими струнами, через що для запису вступу Майку Айнезу довелося тимчасово опустити лад ще на півтону. Отримане звучання було настільки незвичайним, що навіть знайомі гітаристи не могли зрозуміти, як він виконав цей риф. Коли запис пісні було закінчено, музиканти залишилися задоволеними результатом. Стало зрозуміло, що після запрошення Вільяма Дюваля гурт має змогу повернутися до старого звучання.
Пісня «Acid Bubble» була написана однією з останніх і народилася із джем-сесій Кантрелла зі своїм гітарним техніком Тімом Доусоном. Інструментальна частина з'явилася досить швидко, протягом пів години; те саме стосувалося і першого куплета з приспівом, які народилися того ж дня. Після цього робота над піснею зупинилась, і протягом кількох місяців Кантрелл не міг дописати другий куплет. Нік Раскулінець постійно нагадував гітаристу про те, що композицію треба закінчити, на що Кантрелл відповідав: «Я не можу просто зателефонувати та продиктувати другий куплет. Це станеться тоді, коли станеться». Текст другого куплету був готовий лише у кінці запису, але пісню все ж таки встигли записати й включити в альбом. Кантрелл називав «Acid Bubble» «одним із тих самородків, які просто падають на тебе з неба» і включав до найулюбленіших пісень на альбомі.
Найвідповідальнішим став запис титульної пісні «Black Gives Way to Blue», присвяченої Лейну Стейлі. Кантрелл запланував роботу над нею під кінець студійної сесії, щоб вкласти максимум емоцій, які він відчував до колишнього колеги групи. Він стверджував, що пісня була найскладнішою для запису і що це можна було зрозуміти за голосом, сповненим горя і скорботи. Гітарист засуджував себе за те, що після смерті Стейлі одразу вирушив у концертний тур із сольним матеріалом.
За словами Раскулинеця, запис вокалу для титульної пісні альбому став визначальним моментом альбому: «Таким чином Джеррі попрощався з Лейном». Кантрелл виконав вокальну партію самостійно, тоді як інші музиканти та працівники студії у сльозах спостерігали за цим.
Несподівано для всіх, до запису пісні «Black Gives Way to Blue» долучився Елтон Джон. Під час роботи у студії хтось пожартував про те, що добре було б виконати цю пісню разом із британським піаністом. Один зі співробітників студії, який раніше працював з Елтоном, запропонував зв'язатися з музикантом. І хоча всі навколо вважали це вдалим жартом, адресу електронної пошти Елтона Джона справді вдалося дістати через спільних знайомих. Кантрелл написав співаку, що був його великим шанувальником, розповів про написану ним пісню, присвячену Лейну Стейлі, і доклав демоверсію. На подив Кантрелла, через тиждень Елтон Джон відповів йому і погодився взяти участь у записі. Партія фортепіано була записана в студії в Лас-Вегасі.
Коли альбом був готовий, музиканти відчули полегшення. Усі вони тяжко переживали смерть Стейлі. З моменту припинення концертних виступів упродовж дванадцяти років їх постійно питали про те, що відбувається з гуртом, але їм доводилося ухилятися від відповіді. З випуском нової платівки музиканти відчули себе вільними. Вони зрозуміли, що зі смертю Стейлі життя не закінчується, і вони можуть продовжувати працювати. Особливо радів виходу платівки Джеррі Кантрелл: він пишався отриманим результатом і обіцяв, що закине сольні проєкт, повністю зосередившись на роботі з Alice in Chains.

## Про альбом

### Класичне металеве звучання
Більшість пісень було написано Джеррі Кантреллом і будувалися навколо його важких рифів та гітарних соло. В той самий час, вперше в групі з'явився повноцінний другий гітарист, що урізноманітнювало звучання. Попри зміни у складі, група не прагнула кардинальної зміни стилю, а робила все можливе, щоб зберегти властиву Alice in Chains стилістику та впізнаваність. З іншого боку, з моменту останньої студійної роботи минуло майже п'ятнадцять років, тому музиканти переживали з приводу того, наскільки артметал та психоделічний метал впишуться у сучасний комерційний рок. Лише коли семихвилинну «A Looking in View» почали регулярно транслювати на радіостанціях, стало зрозуміло, що творчість групи все ще має попит.
Нова платівка Alice in Chains стала природним продовженням попередніх робіт гурту. Насамперед це стосувалося змішування кількох стилів, важких хард-рокових рифів та спокійніших акустичних композицій. В онлайн-журналі Consequence of Sound завдяки музичному та вокальному розмаїттю Alice in Chains назвали «металевою відповіддю The Band», одному з найпопулярніших і найвпливовіших рок-колективів середини 70-х років. Групі вдалося впоратися зі втратою вокаліста Лейна Стейлі, який вважався одним з найбільш культових виконавців 90-х: Вільям Дюваль, який замінив його, склав пару Джеррі Кантреллу під час виконання фірмових вокальних гармоній. Разом з тим, якщо раніше в групі було два основні творчі центри — Кантрелл та Стейлі, — то тепер більша частина авторства належала Кантреллу. В результаті новий альбом став продуманішим і прорахованішим, втративши ту частку «божевілля та інтроспективності», яка належала Стейлі. Він містив знайомі за попередніми платівками елементи — похмурі та задумливі пісні, дисонансні рифи, протяжні мелодійні та хроматичні гітарні соло, характерне багатоголосся, — але втратив оригінальність, залишаючи враження «рівномірної рівномірності» і надмірно вивіреного балансу. В онлайн-журналі Drowned in Sound пісні «Acid Bubble» та «Private Hell» взагалі назвали «гранжплуатацією» (англ. Grungesploitation), порівнявши з творчістю постгранжової групи Candlebox.
В центрі більшості пісень, придуманих Кантреллом і записаних Раскулинцем, був класичний металевий саунд. Гурт нібито навмисно ігнорував музичні тренди останніх п'ятнадцяти років, продовжуючи виконувати похмуру суміш металу 80-х та північноамериканського сладжу 90-х років. Ритм-секція Кантрелла, Кінні та Айнезу звучала максимально знайомо, забезпечуючи стабільний темп і в'язкий гітарний звук, властиві попереднім роботам групи та іншим представникам жанру, таким як Black Sabbath, Led Zeppelin і Queensrÿche. Нові пісні «Check My Brain», «A Looking In View» та «Last Of My Kind» могли сміливо претендувати на звання найважчих у каталозі гурту. В ірландському музичному журналі Hot Press новий альбом схарактеризували таким чином: «Насичені том-томами барабанні партії, зубодроблювальні гітарні рифи та прямолінійні гармонії гроулінгу альфа-самців, які були козирями групи відтоді, як гранж вибрався з-під бруду хейр-металу за часів правління Джорджа Буша-старшого». Водночас альбом містив кілька балад, що продовжували традиції «Down in a Hole», «Nutshell» та «Heaven Beside You». Серед них виділялися «When The Sun Rose Again» і насамперед титульна «Black Gives Way to Blue», що супроводжується фортепіано Елтона Джона. Попри суттєві стильові відмінності, ці пісні звучали так само природно та елегантно, як і решта альбому, лише підкреслюючи авторську та виконавську майстерність Кантрелла та його гурту.

### Внесок Вільяма Дюваля
Найбільш суттєві зміни у звучанні були пов'язані з появою нового вокаліста Вільяма Дюваля. Музиканти Alice in Chains розуміли, що не зможуть знайти «другого Лейна Стейлі», тож навіть не намагалися підібрати виконавця з максимально схожим голосом. Натомість Дюваль, до якого з перших днів спільних репетицій учасники групи ставилися з максимальною повагою, отримав можливість бути самим собою та виступати у властивому йому вокальному стилі. Новий член колективу прагнув не просто виконувати старі пісні гурту, копіюючи манеру Стейлі, але переживати їх наново та повною мірою відчувати вкладені в них емоції. Дюваль також пропонував власні ідеї рифів або вокальних партій і зробив істотний внесок у створення пісень «A Looking in View», «Last of My Kind» та «Your Decision».
Наперекір скептичному ставленню навколишніх до можливості знайти повноцінну заміну Лейну Стейлі (цю посаду навіть називали «найгіршою в Сіетлі»), вокальний дует Кантрелла і Дюваля отримав найвищі похвали критиків. На сайті Consequence of Sound зазначили, що голоси вокалістів поєднуються настільки вдало, начебто музиканти співали разом усе своє життя. Карен Гібсон із журналу Metal Hammer зазначила, що іноді важко зрозуміти, де перестає співати Дюваль і починає Кантрелл, а поєднання їхніх голосів назвала настільки знайомим, «ніби ти чуєш привида». При цьому, всупереч неодноразово поміченій подібності голосів Стейлі та Дюваля, він не став основним вокалістом гурту, а провідні вокальні партії частіше виконував Джеррі Кантрелл. Гітарист зізнавався, що зважився на це завдяки підтримці Лейна Стейлі, який раніше наполягав, щоб його партнер співав власні пісні самостійно. Разом с тим динаміка взаємодії вокалістів Alice in Chains залишилася незмінною та їхні голоси поперемінно виходили на перший план: Дюваль став доповнювати Кантрелла так само як свого часу Кантрелл доповнював Стейли.
Джеррі Кантрелл дуже тепло відгукувався про Дюваля, з яким був знайомий протягом майже десяти років: «Мені завжди подобалося те, як він повністю присвячує себе своїй справі… Необхідно мати сталеві яйця, щоб прийняти такий виклик, перебуваючи під постійним тиском… Ми зараз працюємо як команда, але це повністю відрізняється від того, як ми працювали з Лейном. Неможливо досягти такого ж рівня розуміння, як і з другом дитинства, з яким разом провів усю музичну кар'єру. Тут інше, хоча динаміка взаємодії дуже схожа. Наш гурт завжди був двоголовим монстром, і коли справа стосувалася вокалу, ми завжди працювали разом: створювали звучання, записували його та виконували на концертах. Тут все те саме, і ми з Вільямом теж є частиною команди. Ви отримуєте двох провідних вокалістів за ціною одного».

### Посвячення Лейну Стейлі
Новий альбом став не менш важким і емоційно напруженим, ніж попередні роботи групи, включаючи Dirt, що став класикою жанру. Зі смертю Лейна Стейлі група втратила одного, але не єдиного автора, оскільки раніше істотна частка пісень була написана Джеррі Кантреллом. На новому альбомі гітарист став автором більшої частини текстів, зберігши знайомий шанувальникам Alice in Chains похмурий та депресивний характер лірики. За час, що минув з моменту випуску попередньої платівки, Кантреллу та іншим учасникам гурту довелося пройти через багато чого, і цей досвід позначився на піснях гурту. Вільям Дюваль зазначав, що якщо раніше основними мотивами творчості Alice in Chains були «життя» та «смерть» у співвідношенні 30 до 70, то тепер більше уваги приділялося життю. Нові пісні були об'єднані темами надії, виживання та визнання власної смертності.
Альбом розпочинався з категоричної заяви про подальші наміри гурту, викладеної в пісні «All Secrets Known». «Надія — це новий початок. Саме час почати жити». Кантрелл визнавав, що «немає повернення в ту точку, з якої ми почали» і що він хоче продовжувати рухатися вперед. Гітарист сумував по Стейлі, але водночас прагнув возз'єднатися з музикантами, що залишилися живими, щоб разом робити те, що в них виходило найкраще, — виконувати нову музику. Новий альбом містив визнання того, що кожен може втратити близьких людей, але з цим вже нічого не можна зробити й потрібно просто змиритися. Відсилання до минулого гурту містили й інші пісні: «Your Decision» підкреслювала наслідки невірного життєвого вибору, а «Private Hell» розповідала про останні дні Лейна Стейлі. Платівка закінчувалася емоційною піснею «Black Gives Way to Blue», в якій гурт прощався з померлим товаришем: «Твій дух незримо з нами у всіх наших завтрашніх днях, спи, ми пам'ятатимемо тебе». За словами Кантрелла, запис і виконання цієї пісні були для нього настільки емоційно напруженими, що він відчував фізичний біль: «У мене були таємничі мігрені, нестерпний біль, і мені навіть робили спинномозкову пункцію, щоб розібратися, в чому справа. Але лікарі нічого не знайшли. Я відчував, що мене нудило від цього неперетравленого горя через втрату Лейна».
Хоча найяскравіші пісні з альбому були присвячені померлому вокалісту, частина нових текстів не мала до цього відношення. Так, провідний сингл «Check My Brain» описував переїзд Кантрелла в Лос-Анджелес; те, що раніше здавалося йому неможливим, виявилося цілком реальним: «Іронія в тому, що я тепер живу ніби в животі у звіра, і мені це подобається… Це якби колишній гравець вирішив оселитися в Лас-Вегасі, але при цьому повністю зав'язав би з азартними іграми… Я з Сіетла і ніколи в житті не замислювався про те, щоб переїхати до Лос-Анджелеса… А тепер я не проти повільно виповзати з ліжка вранці, ніжитися на сонечку, випивати чашку кави з цигаркою і після кількох телефонних дзвінків пірнати у басейн. Це не найгірший спосіб розпочати день». Також на тлі решти матеріалу виділялася пісня «Last of My Kind», текст якої написав Вільям Дюваль. Новий вокаліст співав про те, що він «останній у своєму роді», що на думку Ендрю Блекі (PopMatters) було дещо недоречним: «Невже він забув, що Лейн помер лише сім років тому?».

### Список пісень
1. Перша ж пісня «All Secrets Known» продемонструвала силу і міць Alice in Chains, спираючись на фірмові «павучі» рифи Кантрелла і разючий вокал Дюваля. Цілий каскад нашарованих гітарних рифів поєднував у собі фірмову важкість та мелодійність групи. Урочистій музиці відповідав і текст пісні, що перетворював її на справжню «оду життю».
2. Наступна пісня «Check My Brain» також спиралася на сильні якості групи: гітарний дисторшн, вокальне багатоголосся, причепливу мелодію і приспів, подібний до «Man in the Box». Пісня вийшла як провідний сингл, тому що була максимально близька до звучання «старих» Alice in Chains. Текст присвячувався недавньому переїзду Кантрелла з Сіетла до Лос-Анджелесу. Гітарист звертався до навколишніх із сарказмом — «Перевірте мій мозок», — оскільки раніше не міг уявити, що після багатьох років проживання в Сіетлі опиниться в Лос-Анджелесі.
3. «Last of My Kind» у виконанні Вільяма Дюваля стала однією з найважчих на альбомі. Пісня звучала дуже агресивно, а Дюваль голосно вигукував свої злі репліки, протиставляючи себе всьому світові.
4. Акустична «Your Decision» була побудована на відкритих гітарних акордах, чим нагадала матеріал з мініальбому Jar of Flies. Крім того, в ній, подібно до «I Stay Away», можна було почути струнне аранжування, автором якого став Стіві Блекі. Пісня у виконанні дуету Кантрелла та Дюваля інтроспективно розповідала про складнощі, з якими групі довелося зіткнутися раніше. Багато хто пов'язував текст зі смертю Лейна Стейлі, проте музиканти заперечували прямий зв'язок.
5. «A Looking in View» стала першою опублікованою піснею з альбому. За словами Кантрелла, в ній співалося про те, як люди замикаються в собі та бояться визирнути назовні, відкрити себе навколишньому світові. Своєю лютістю, а також химерними переплетеннями гітарних рифів та вокалу, пісня нагадувала класичну «Angry Chair». В онлайн-журналі Drowned in Sound виділили «гітари Джеррі, які ковзають, немов змії в пустелі, які підіймаються на зикурати Месопотамії, гармонуючи з вокалом Дюваля» і назвали випуск цієї пісні тактикою спаленої землі, так що на її тлі губиться решта альбому.
6. «When the Sun Rose Again» стала ще однією акустичною інтерлюдією на тлі важких композицій. Блюзове соло Кантрелла та гра на бонго Кінні зближували пісню з матеріалом з першого мініальбому Alice in Chains Sap. Окрім членів групи, в її записі взяв участь Кріс Армстронг, який грав на таблі. У журналі Drowned in Sound стиль пісні схарактеризували як «психофолк», а на музичному сайті Sputnikmusic назвали одним із найпотужніших фрагментів альбому, виділивши фразу з куплету «Чи згорів ти, коли знову зійшло сонце?».
7. Записана в самому кінці студійного запису «Acid Bubble», на думку оглядача Blabbermouth.net, стала найпотужнішим, найбільш обтяжливим і, можливо, найкращим треком з альбому. Мелодична взаємодія гітар і вокалу, що створює атмосферу замішання та невпевненості в собі, різко змінювалося прямолінійною агресією, яку рідко можна було почути від групи. Раян Огл звернув увагу на те, що якщо пісні «All Secrets Known» та «Check My Brain» були типовими для Alice in Chains, то «Acid Bubble» відкрила нові грані їхнього таланту та продемонструвала можливий напрямок розвитку. У журналі Metal Hammer пісню порівняли з «запаморочливою подорожжю в глибини параної», а в новозеландському сайті Stuff рифи в середині композиції назвали «бруднішими, ніж осад стічних вод».
8. Пісня «Lesson Learned» нагадувала класичну творчість Alice in Chains. Рок-композиція виділялася характерними вокальними гармоніями та гітарою Джеррі Кантрелла, що виходить на перший план.
9. Мелодійна «Take Her Out» стала черговою демонстрацією майстерності Кантрелла. У журналі Drowned in Sound звернули увагу на те, як протягом буквально сорока секунд «солодкі гітарні партії змінюються сповненим туги бриджем, на зміну якому приходить блаженний приспів».
10. Передостання пісня альбому «Private Hell» описувала останні дні Лейна Стейлі. Яскраве і насичене звучання різко контрастувало з похмурим текстом, що ріднило пісню з «Down in a Hole». У журналі Guitarist вокальні гармонії порівняли з творчістю Crosby, Stills and Nash, а в Kerrang! провели паралелі з піснею «Dead Souls» Joy Division.
11. Завершенням альбому стала пісня «Black Gives Way to Blue», в якій гурт прощався з покійним Лейном Стейлі. Ніжна та мелодійна композиція супроводжувалася несподіваним фортепіанним акомпанементом у виконанні Елтона Джона. Крім цього, у пісні звучить вібрафон, на якому грає Ліза Коулмен. У журналі Rolling Stone кінцевий трек альбому назвали «затишшям після шторму».

## Випуск альбому
Менеджером Alice in Chains продовжувала бути Сюзан Сільвер, яка представляла інтереси групи протягом двадцяти одного року. Їй допомагав продюсер Девід Бенвеністе, що також працював з System of a Down, Deftones і Cypress Hill. Коли Alice in Chains лише відновили виступи у 2006 році, звукозаписні компанії не поспішали підписувати контракт із гуртом. Тепер же, маючи на руках кілька пісень із нового альбому, великі лейбли навперебій пропонували групі вигідні контракти. Зрештою Alice in Chains підписали угоду з компанією Virgin EMI Records.
У середині червня 2009 року було оголошено назву альбому Black Gives Way to Blue (англ. На зміну чорному приходить синє) і анонсована дата випуску. Рекламна кампанія розпочалася 30 червня 2009 року, коли гурт опублікував на своєму сайті першу нову пісню, семихвилинну «A Looking in View». A&R-президент Virgin стверджував, що лейбл навмисно хотів почати з випуску пісні, а не інтерв'ю з гуртом чи концертних виступів. Нова композиція також почала активно транслюватись на радіостанціях, щоб познайомити слухачів у всьому світі з Вільямом Дювалем. 7 липня на офіційному сайті групи був опублікований відеокліп «A Looking in View». Пісня досягла 12-го місця у чарті Mainstream Rock і 27-го місця у хіт-параді Rock Songs. Влітку 2009 року відбулися чотири заходи, на яких фанати мали змогу прослухати фрагменти нового альбому. Під час одного з них, 14 липня в Театрі The Montalban в Лос-Анджелесі, гурт виконав акустичні версії нових пісень «Your Decision» і «Black Gives Way to Blue». Після цього Alice in Chains вирушили у двомісячний тур Європою та Північною Америкою. Першим офіційним синглом стала пісня «Check My Brain», що вийшла 14 серпня 2009 року. Вона була опублікована для прослуховування онлайн, а також доступна для покупки через інтернет. 14 вересня було опубліковано кліп на цю пісню. «Check My Brain» досягла вершини чартів Hot Mainstream Rock і Hot Alternative Rock, а також посіла 27-е місце в хіт-параді Rock Songs і 92-е місце в основному чарті Billboard Hot 100. 17 вересня вийшов електронний прескіт до нової платівки.
Альбом надійшов у продаж 29 вересня 2009 року. У день виходу Alice in Chains виступили на телевізійному шоу «Джимі Кіммел у прямому ефірі». За перший тиждень було продано 126 тисяч примірників альбому. Він дебютував на п'ятому місці в хіт-параді Billboard 200, а також стартував з 19-го місця у британських чартах. У жовтні вийшла аплікація для айфона, що містила фрагменти всіх одинадцяти пісень, а також відеокліпи, новини та фотографії гурту. Пізніше на підтримку альбому вийшли ще два сингли. 16 листопада у Великобританії вийшов сингл «Your Decision», одночасно із початком європейської гілки концертного турне. Пісня досягла 4-го місця в чарті Alternative Songs, а також очолила хіт-паради Rock Songs та Hot Mainstream Rock. Нарешті, 22 червня 2010 року вийшов третій і останній офіційний сингл «Lesson Learned», який також очолив хіт-парад Hot Mainstream Rock. Відеокліп на цю пісню було опубліковано на сайті Yahoo! Music. Альбом став «золотим» відразу у двох країнах: у лютому 2010 року в Канаді з 40 тисячами проданих копій, а також у травні 2010 року в США, де було продано понад 500 тисяч примірників.

## Обкладинка
Оформленням нового альбому, як і кількох попередніх, займався Шон Кінні. У середині серпня було опубліковано обкладинку альбому, на якій було зображено серце на темному тлі. Автором ілюстрації став Еммануель Поланко. Обкладинка не мала якогось певного конкретного сенсу, а скоріш об'єднувала кілька ідей, які були у музикантів. Так, Джеррі Кантрелл пояснював, що його серце було розбите через втрату Лейна Стейлі та розпад групи. Музикантам довелося пройти через багато чого, щоб зібратися разом, і обкладинка нової роботи закликала радіти життю. Ілюстрація із серцем була присутня на сцені під час концертного туру на підтримку альбому. Крім цього, компанія G&L виготовила один із варіантів підписної моделі гітари Джеррі Кантрелла G&L Rampage у чорному кольорі з нанесеним поверх корпусу зображенням серця.
У рецензії, опублікованій в онлайн-журналі PopMatters, обкладинку пов'язали з тематичною невизначеністю платівки. Ендрю Блекі припустив, що ця анатомічна ілюстрація могла позначати як відродження групи, і повільну смерть від задухи. Проте у загальному підсумку оглядач уклав, що незалежно від вкладеного в обкладинку значення, на його подив, нова робота вийшла дуже впевненою та успішною.

## Відеокліпи
Перший відеокліп на підтримку альбому було знято на пісню «A Looking In View». Режисер Стівен Шустер обговорив композицію з музикантами та з'ясував, що пісня описувала фізичні та психологічні проблеми людей, які замикалися у собі та боялися «визирнути назовні». В результаті з'явилася ідея кліпу, в якому троє людей були замкнені у своїх кімнатах і намагалися подолати власні страхи: молодий чоловік, одержимий часом і симетрією, боявся заподіяти біль коханій людині; симпатична дівчина вважала себе занадто товстою та старою за мірками сучасного суспільства; літній релігійний чоловік намагався придушити свої гріховні думки. Відеоролик вийшов досить похмурим та некомерційним і містив зображення оголеної натури.
Крім дебютного відеокліпу з нового альбому, Стівен Шустер став режисером відеоролика, що вийшов як електронний прескіт. Попередній альбом Alice in Chains також супроводжувався подібним відео «The Nona Tapes», знятим у псевдодокументальній манері. У новій роботі музиканти розповідали про майбутню платівку, поки їх гримували подібно до учасників групи Kiss.
Наступний відеокліп було знято на пісню, що вийшла як дебютний сингл, — «Check My Brain». Текст був присвячений переїзду Джеррі Кантрелла в сонячну Каліфорнію, тому режисер Алекс Куртес використав задники з видами Лос-Анджелеса, пофарбовані в яскраві кольори, що підкреслюють динаміку пісні. Прем'єра кліпу відбулася на музичному каналі MTV.
Ще однією відеороботою став кліп на пісню «Your Decision», також знятий Стівеном Шустером. Знімання пройшло в багато прикрашеному особняку в Малібу, де музиканти, одягнені в дорогі класичні костюми, виконували пісню в бальному залі у супроводі оркестру. Кліп був відсиланням до кінофільму «Із широко заплющеними очима» Стенлі Кубріка та містив кілька несподіваних поворотів сюжету. Стівен Готліб (Video Static) звернув увагу на додаткові сексуальні підтексти (садомазохізм і фурі), назвавши роботу несподіваною сумішшю кінофільмів «Хостел», «Делікатеси» та « Кухар, злодій, його дружина та її коханець». Кліп часто ротувався на музичних каналах і був нагороджений званням «Найчастіше трансльоване відео» на MTV2. Після публікації відео Шон Кінні розповів, що кліп мав кілька варіантів кінцівки, які не були реалізовані з різних причин. Натомість Alice in Chains спільно з видавництвами PopCult та Devil's Due Publishing організували конкурс, в якому всі охочі могли вигадати продовження історії, зображеної в кліпі. Переможці зустрілися з групою в березні 2010 року, а п'ять найкращих продовжень було видано окремою книгою коміксів. Також було видано відеоролик, присвячений фільмуванню кліпу.
Для пісні «Acid Bubble» було створено інтерактивний кліп, у якому користувач міг змінювати кут огляду. Глядач начебто опинявся в середині нервового центру і спостерігав за «шаленими» візуальними ефектами. Створенням 360-градусного відео займалась компанія Spy Films, відома за короткометражним фільмом «Вижити в Йобурзі», а режисером став Нік Госо. Згодом відеоверсія ролика була опублікована на Youtube-каналі Alice in Chains.
У вересні 2010 року вийшов кліп на пісню Lesson Learned. Режисером став Пол Маттеус, відомий створенням титрів до серіалів HBO «Клієнт завжди мертвий» і «Справжня кров», а продюсерами — Боббі Хугхам та Севрін Деніелс із компанії Black Design. Для кліпу було знято понад шість тисяч фотографій, які утворювали анімовану послідовність. Згідно з сюжетом, юнак і дівчина проникали в промислову будівлю, де їхній одяг розчинявся і ставали видні шрами на тілі, що символізують уроки. Попри ефект анімації, у кліпі знімалися справжні актори. На Youtube-каналі групи були доступні повна та відредагована версії відео.
Наприкінці 2010 року Alice in Chains опублікували живу версію пісні «Last Of My Kind», що супроводжувалася фрагментами концертних виступів гурту. До 10-річчя виходу альбому у вересні 2019 року гурт випустив відеоролик, що містить епізоди студійного запису пісні «Private Hell», зняті Тоддом Шуссом.

## Концертний тур
Після публікації першої пісні з майбутнього альбому — «A Looking In View» — гурт анонсував концертний тур на підтримку платівки. 18 липня 2009 року Alice in Chains виступили разом з Кід Роком у Детройтському Комерика-Парку. Після цього було кілька виступів на фестивалях у Європі, включаючи концерт у дублінському парку Марлей, а також шоу на фестивалі Sonisphere в Небуорт-хаусі. Вистава 4 серпня в лондонському клубі Scala ознаменувала початок серії концертів Alice in Chains як хедлайнерів. 22 серпня гурт виступив разом з Tool і Linkin Park на ярмарку в Помоні, Каліфорнія, а 4 вересня розпочав тур по США з концерту в клубі 9:30 у Вашингтоні.
Після виходу альбому Alice in Chains анонсували кілька концертів у США наприкінці жовтня 2009 року, а листопад і грудень провели в Європі. Після різдвяних свят гурт повернувся до активних гастролей, виступаючи в Північній Америці у лютому та березні 2010 року. У квітні також був анонсований спільний осінній тур з групами Deftones і Mastodon, який отримав назву Blackdiamondskye, складену з найменувань альбомів гуртів, що недавно вийшли: Black Gives Way to Blue, Diamond Eyes і Crack the <u id="mwA5s">Skye</u>. Загалом за шістнадцять місяців, що минули з моменту виходу Black Gives Way to Blue і до кінця 2010 року, Alice in Chains дали близько 150 концертів.
Раян Берд із журналу Kerrang! був присутній на концерті Alice in Chains у лондонському клубі Scala 4 серпня 2009 року та оцінив його на «чотири К» («відмінно»). Берд зазначив, що енергетика нового вокаліста Вільяма Дюваля контрастувала з похмурою лірикою пісень про смерть, але визнав його вокальний талант, а також незабутній стиль Кантрелла. Ден Стабз (журнал Q) відвідав виступ в Амстердамі тижнем пізніше й оцінив його більш стримано. На думку критика, хоча звучання і залишилося тим самим, сама група істотно змінилася: «Alice in Chains 2.0 означає „бізнес“». Нарешті, постійний автор журналу Metal Hammer Даял Паттерсон залишився в захваті від концерту Alice in Chains у Лондоні: «Три пісні на біс, включаючи нову „Lesson Learned“, а також „Would?“ і „Rooster“, не просто викликали бурю оплесків, але дуже точно продемонстрували, що Alice in Chains здатні повернути нас в епоху розквіту гранжу, при цьому залишаються абсолютно актуальними, сучасними й, чесно кажучи, виглядають просто чудово».

## Реакція критиків
Наперекір сумнівам шанувальників гурту і самих музикантів, новий альбом Alice in Chains отримав хороші відгуки критиків. Найвищу оцінку — 10 балів із 10 — Black Gives Way to Blue поставили в музичному журналі Metal Hammer. «Сіетлські легенди дивляться в майбутнє, випустивши приголомшливий альбом-повернення» — заявила Карен Гібсон. Оглядачка зазначила, що для гурту було б несправедливістю завершити свою кар'єру невиразним однойменним альбомом 1995 року, а нова платівка стала «зоряною годиною» Alice in Chains. Автором ще однієї позитивної рецензії стала Сіан Ллевелін з Classic Rock, яка оцінила альбом на 9 із 10. Критикеса поцікавилася, чи зможе Alice in Chains оговтатися від втрати «культового фронтмена» так само успішно, як свого часу це зробили AC/DC. Після прослуховування платівки Ллевелін дійшла висновку, що група визнала неможливість повернення до тієї точки, з якої вони почали свою кар'єру, але зуміла не тільки продовжити існування, а й випустити «несамовитий витвір приголомшливого генія». Раян Огл на музичному сайті Blabbermouth.net зізнався, що очікував від нової платівки спроби відтворити колишню славу гурту, і був приємно здивований, виявивши натомість щире усвідомлення того, чим Alice in Chains стали насправді. Огл поставив альбому 8,5 балів з 10 і припустив, що «він може сигналізувати про початок нової ери для групи, яка вийшла за межі гранжу і перевизначила сучасну рок-музику».
Цілий ряд музичних видань оцінив Black Gives Way to Blue на чотири бали з п'яти. У журналі Guitarist згадали про те, що Alice in Chains породили велику кількість наслідувачів, але новий альбом гурту підтвердив, що ніхто з них не досяг рівня колективу Джеррі Кантрелла. У Kerrang! платівку назвали «поверненням, що леденить кров», а Alice in Chains — найбільш «інтуїтивною, впливовою і людяною з груп». Пол Бреннінг з журналу Q порівняв повернення групи з воскресінням Лазара з Віфанії, а Дейв Керр (The Skinny) назвав його «відмінним початком другого акту». Емеріт (колишній штатний оглядач) музичного сайту Sputnikmusic назвав альбом гідним захоплення, але не тому, що він став першим за чотирнадцять років, а через відповідність високим стандартам написання пісень, встановленим ще на Dirt та Jar of Flies. Стівен Ерлвайн (AllMusic) вважав, що Black Gives Way to Blue звучить так, ніби він вийшов через рік після попереднього альбому гурту: «Хоча Alice in Chains неможливо вважати безнапасним гуртом, є відчутне полегшення від того, що вони знову грають разом і, що примітно, як і раніше схожі на самих себе …, нагадуючи, що нам чогось бракувало за їх відсутності». Гері Граф із Billboard також зазначив, що пісні нібито були записані в 1995 році, і привласнив платівці три з половиною зірки з п'яти. Нарешті рецензія в новозеландському виданні Stuff закінчувалася словами «Гранж повернувся. Звикайте до цього».
Разом з тим не всі музичні критики поставилися до Black Gives Way to Blue однаково прихильно. У журналі Consequence of Sound вважали, що платівка і близько не відповідає рівню Dirt і Jar of Flies, однак спостерігали за поверненням Alice in Chains не без інтересу. «Тепер, коли чорне нарешті поступилося місцем синьому, залишилося дізнатися, чому ж поступиться місцем синє. Сподіваємося, що фанатам не доведеться чекати ще 14 років» — іронізував Метт Меліс, який поставив альбому оцінку B. Схожої думки дотримувався Том Сінклейр з Entertainment Weekly, який назвав Black Gives Way to Blue «непоганим альбомом, але й близько не таким потужним, як тур де форс, яким був Dirt». В онлайн-журналі Drowned in Sound платівку назвали «тихим тріумфом», якщо заплющити очі на кілька пісень, у яких експлуатувалася естетика гранжу. Крістіан Хорд із журналу Rolling Stone оцінив альбом лише на дві з половиною зірки з п'яти, зазначивши, що новій роботі Alice in Chains бракує гарних пісень та «відчуття драми, від якої неможливо відірвати погляд». Кенні Херцог (Spin) оцінив альбом подібним чином — на 5 зірок з 10, — вважаючи, що «королі болю 90-х років продовжують тягнути лямку без свого фронтмена Лейна Стейлі», і припустивши, що повернення групи було б осмисленішим, якщо замість «справного імітатора» Вільяма Дюваля провідним вокалістом став Джеррі Кантрелл. У канадському журналі Now альбому поставили дві зірки з п'яти, також не знаходячи відповіді на очевидне питання, чому Кантрелл не виконав усі вокальні партії самостійно.
У багатьох музичних виданнях звернули увагу на новий альбом гурту, утримавшись від конкретних оцінок. Так, у The Aquarian Weekly його назвали не найкращим альбомом гурту, незрівнянним з Dirt або Alice in Chains, але по суті — «до біса непоганою» платівкою. Оглядач сайту The AV Club Джейсон Хеллер дивувався з того, що гурт ризикнув своєю репутацією, найнявши нового вокаліста, але ще більше — з того, що ризик окупився і «сумнівне кар'єрне рішення перетворилося на зворушливе посвячення». В BBC відзначили, що Alice in Chains зуміли зберегти звучання, давши можливість усім шанувальникам ще раз насолодитися своєю творчістю, а в газеті The Boston Globe новий матеріал вважали настільки потужним, що «цим Alice in Chains нескладно покірно здатися знову». На сайті PopMatters Black Gives Way to Blue назвали «поверненням до джерел», на зразок Death Magnetic Metallica або Accelerate REM: нехай і не абсолютно невіддільною частиною спадщини групи, але роботою, гідною уваги.

## Нагороди та номінації
Повернення Alice in Chains з новою платівкою не пройшло повз увагу авторитетних музичних видань. У серпні 2009 року гурт здобув премію Kerrang! Awards у номінації «Ікона року».
У січні 2010 року відбулася 52-а церемонія вручення нагород «Греммі». Сингл Alice in Chains «Check My Brain» був номінований у категорії «Найкраще хард-рок-виконання», проте нагорода дісталася AC/DC з піснею «War Machine». Наступного року на здобуття премії «Греммі» було номіновано ще одну пісню з Black Gives Way to Blue — «A Looking In View», — але й тут гурт спіткала невдача: переможцем стала пісня «New Fang» Them Crooked Vultures. Таким чином, з 1991 по 2010 роки Alice in Chains вісім разів ставали номінантом «Греммі», але так жодного разу і не стали переможцями.
У березні 2010 року Black Gives Way to Blue був висунутий на здобуття премії вебзіну Metal Storm. Найбільшою несподіванкою стало те, що перша за чотирнадцять років платівка Alice in Chains, а також перший за п'ятнадцять років існування лонгплей французької прог-метал-групи Kalisia поступилися в категорії «Найбільший сюрприз» альбому Megadeth Endgame. Крім цього, за результатами голосування Black Gives Way to Blue програв звання «кращого альбому альтернативного металу»: переможцем у цій категорії стала нова платівка Mastodon Crack the Skye.
У квітні 2010 року гурт здобув нагороду Revolver Golden Gods Awards одразу у двох престижних номінаціях: «Повернення року» та «Альбом року». Церемонія нагородження відбулася 8 квітня 2010 року в лос-анджелеському клубі Club Nokia. Крім того, Black Gives Way to Blue став переможцем польської музичної премії Fryderyk у номінації «Кращий закордонний альбом», випередивши Sounds of the Universe (Depeche Mode), Walking on a Dream (Empire of the Sun), La Roux (La Roux) і No Line on the Horizon (U2).
За результатами опитування читачів Rolling Stone, що відбулося наприкінці 2009 року, Black Gives Way to Blue посів п'ятнадцяте місце у списку «найбільш недооцінених альбомів десятиліття». У 2018 альбом увійшов до числа «100 найкращих металевих альбомів XXI століття» на думку редакції онлайн-журналу Louder, розташувавшись на 51-му місці. У журналах Metal Hammer та Kerrang! Black Gives Way to Blue занесли до списку «50 найкращих альбомів 2009 року», а на музичному сайті Loudwire назвали найкращим хард-роковим альбомом 2009 року та «ідеальним початком другого акту в історії гурту».
| Рік  | Нагорода             | Категорія                            | Робота                  | Результат |
| ---- | -------------------- | ------------------------------------ | ----------------------- | --------- |
| 2010 | Grammy               | Найкраще виконання у стилі хард-рок  | «Check My Brain»        | Номінація |
| 2010 | Metal Storm Awards   | Найбільший сюрприз                   | Black Gives Way to Blue | Номінація |
| 2010 | Metal Storm Awards   | Кращий альбом альтернативного металу | Black Gives Way to Blue | Номінація |
| 2010 | Revolver Golden Gods | Альбом року                          | Black Gives Way to Blue | Перемога  |
| 2010 | Fryderyk             | Найкращий зарубіжний альбом          | Black Gives Way to Blue | Перемога  |
| 2011 | Grammy               | Найкраще виконання у стилі хард-рок  | «A Looking in View»     | Номінація |

## Довідкові дані

### Список композицій
Автор музики і слів — Джеррі Кантрелл. 
| #   | Назва                     | Автор                          | Переклад                          | Тривалість |
| --- | ------------------------- | ------------------------------ | --------------------------------- | ---------- |
| 1.  | «All Secrets Known»       |                                | «Всі секрети відкрито»            | 4:42       |
| 2.  | «Check My Brain»          |                                | «Перевірте мій мозок»             | 3:57       |
| 3.  | «Last of My Kind»         | Кантрелл, Дюваль               | «Останній у своєму роді»          | 5:52       |
| 4.  | «Your Decision»           |                                | «Твоє рішення»                    | 4:43       |
| 5.  | «A Looking in View»       | Кантрелл, Дюваль, Кінні, Айнез | «Погляд у дверне вічко»           | 7:06       |
| 6.  | «When the Sun Rose Again» |                                | «Коли знову зійшло сонце»         | 4:00       |
| 7.  | «Acid Bubble»             |                                | «Кислотна булька»                 | 6:55       |
| 8.  | «Lesson Learned»          |                                | «Засвоєний урок»                  | 4:16       |
| 9.  | «Take Her Out»            |                                | «Сходити з нею»                   | 4:00       |
| 10. | «Private Hell»            |                                | «Приватне пекло»                  | 5:38       |
| 11. | «Black Gives Way to Blue» |                                | «На зміну чорному приходить синє» | 3:03       |

Бонус-треки для iTunes
| #   | Назва                                 | Переклад                          | Тривалість |
| --- | ------------------------------------- | --------------------------------- | ---------- |
| 12. | «Black Gives Way to Blue» (piano mix) | «На зміну чорному приходить синє» | 3:00       |
| 13. | «Your Decision» (live)                | «Твоє рішення»                    | 4:48       |

Бонус-треки японського видання
| #   | Назва                   | Переклад           | Тривалість |
| --- | ----------------------- | ------------------ | ---------- |
| 12. | «Down in a Hole» (live) | «Глибоко у прірві» | 6:46       |

### Учасники запису
| Alice in Chains - Джеррі Кантрелл — гітара, вокал, - Шон Кінні — барабани, - Майк Айнез — бас-гітара, гітара, бек-вокал, - Вільям Дюваль — гітара, вокал. Запрошені музиканти - Стіві Блекі — струнні, - Кріс Армстронг — табла, - Елтон Джон — фортепіано, - Ліза Коулман — вібрафон. | Виробництво - Метт Тейлор — артдиректор, дизайнер; - Джон Джексон — менеджер, - Джон Плітер — менеджер, - Нік Раскулінець — звукорежисер, продюсер - Джон Лусто — асистент (Studio 606), - Кевін Міллз — асистент (Henson Studios), - Мартин Кук — асистент (Henson Studios), - Еммануель Поланко — ілюстратор, - Пітер Патерно — юрист, - Девід Вайз та партнери — менеджмент, - Сюзан Сільвер — менеджер групи, - Velvet Hammer Music and Management Group — менеджмент, - Тед Єнсен — майстеринг, - Ренді Стауб — зведення, - Сара Макнілі — модель, - Джеймс Мінкін-третій — фотограф (фотографія групи), - Рокі Шенк — фотограф (оформлення упаковування), - Alice in Chains — продюсер, - Пол Фігероа — звукорежисер. |

### Місця у хіт-парадах
Альбом
| Хsт-парад                    | Найвища позиція |
| ---------------------------- | --------------- |
| США (Billboard 200)          | 5               |
| США (Top Rock Albums)        | 3               |
| США (Top Alternative Albums) | 3               |
| США (Top Hard Rock Albums)   | 2               |
| США (Top Tastemakers Albums) | 1               |
| Австралія                    | 12              |
| Австрія                      | 14              |
| Бельгія (Валлонія)           | 31              |
| Бельгія (Фландрія)           | 26              |
| Велика Британія              | 19              |
| Німеччина                    | 21              |
| Данія                        | 13              |
| Іспанія                      | 54              |
| Канада                       | 4               |
| Мексика                      | 88              |
| Нідерланди                   | 34              |
| Нова Зеландія                | 7               |
| Норвегія                     | 9               |
| Польща                       | 16              |
| Фінляндія                    | 11              |
| Франція                      | 46              |
| Хорватія                     | 17              |
| Швейцарія                    | 21              |
| Швеція                       | 20              |
| Японія                       | 61              |

Річний хит-парад
| Хіт-парад (2010)  | Позиція |
| ----------------- | ------- |
| США Billboard 200 | 174     |

Сингли
| Рік                                                                      | Сингл               | Найвища позиція | Найвища позиція | Найвища позиція | Найвища позиція | Найвища позиція |
| Рік                                                                      | Сингл               | US              | US Alt          | US Main         | US Rock         | CAN             |
| ------------------------------------------------------------------------ | ------------------- | --------------- | --------------- | --------------- | --------------- | --------------- |
| 2009                                                                     | «A Looking in View» | —               | 38              | 12              | 27              | —               |
| 2009                                                                     | «Check My Brain»    | 92              | 1               | 1               | 1               | 62              |
| 2009                                                                     | «Your Decision»     | 109             | 4               | 1               | 1               | 57              |
| 2010                                                                     | «Lesson Learned»    | —               | 25              | 4               | 10              | —               |
| «—» означає релізи, які не потрапили в чарт або не виходили в цій країні |                     |                 |                 |                 |                 |                 |

### Сертифікація
| Регіон                                                                                          | Сертифікація | Продажі  |
| ----------------------------------------------------------------------------------------------- | ------------ | -------- |
| Канада (Music Canada)                                                                           | Золотий      | 40 000^  |
| США (RIAA)                                                                                      | Золотий      | 500 000^ |
| *продажі, що базуються лише на сертифікаціях ^відвантаження, що базуються лише на сертифікаціях |              |          |